# Sainte-Praxède
Pour les articles homonymes, voir Sainte-Praxède (homonymie).
Cet article possède un paronyme, voir Sainte Praxède.
Sainte-Praxède est une municipalité de paroisse dans la municipalité régionale de comté des Appalaches au Québec (Canada), située dans la région administrative de Chaudière-Appalaches.

## Toponymie
Elle est nommée en l'honneur de Praxède de Rome, sœur de sainte Pudentienne et martyre du IIe siècle.

## Histoire
La première mission est établie en 1908. La paroisse est créée à partir des territoires de Disraeli et Lambton.

### Chronologie
- 1908 : Établissement de la première mission.
- 1er janvier 1944 : Érection de la paroisse de Sainte-Praxède.

## Géographie
Le Grand lac Saint-François la délimite le territoire de la municipalité du sud au nord jusqu'à sa décharge qui donne naissance à la rivière Saint-François qui coule à la limite nord-ouest de la municipalité.
Le secteur nord du parc national de Frontenac couvre l'est de la municipalité.

## Démographie
| 1996 | 2001 | 2006 | 2011 | 2016 | 2021 |
| ---- | ---- | ---- | ---- | ---- | ---- |
| 354  | 334  | 425  | 363  | 327  | 351  |

## Administration
Les élections municipales se font en bloc pour le maire et les six conseillers.
| Sainte-Praxède Maires depuis 2001                                                                                    |                   |         |          |
| Élection | Maire             | Qualité | Résultat |
| 2001 | Gérald McKenzie   |         | Voir     |
| 2005 | Gérald McKenzie   | Voir    |          |
| 2009 | Daniel Talbot     |         | Voir     |
| 2013 | Daniel Talbot     | Voir    |          |
| 2017 | Daniel Talbot     | Voir    |          |
| 2021 | Jean-François Roy |         | Voir     |
| Élection partielle en italique Depuis 2005, les élections sont simultanées dans toutes les municipalités québécoises |                   |         |          |

## Patrimoine
Quelques résidences bâties vers 1880 sont situées sur le territoire de la municipalité,,. L'année de construction de la vieille maison du camping Couture n'est pas connue avec précision. Une grange en bois est localisée sur le 2e Rang.

## Environnement
Il existe plusieurs plantes envahissantes qui requiert l'attention de la ville: Berce du Caucase, Renouée du Japon et Roseau commun.